# Selos e história postal da Guiné

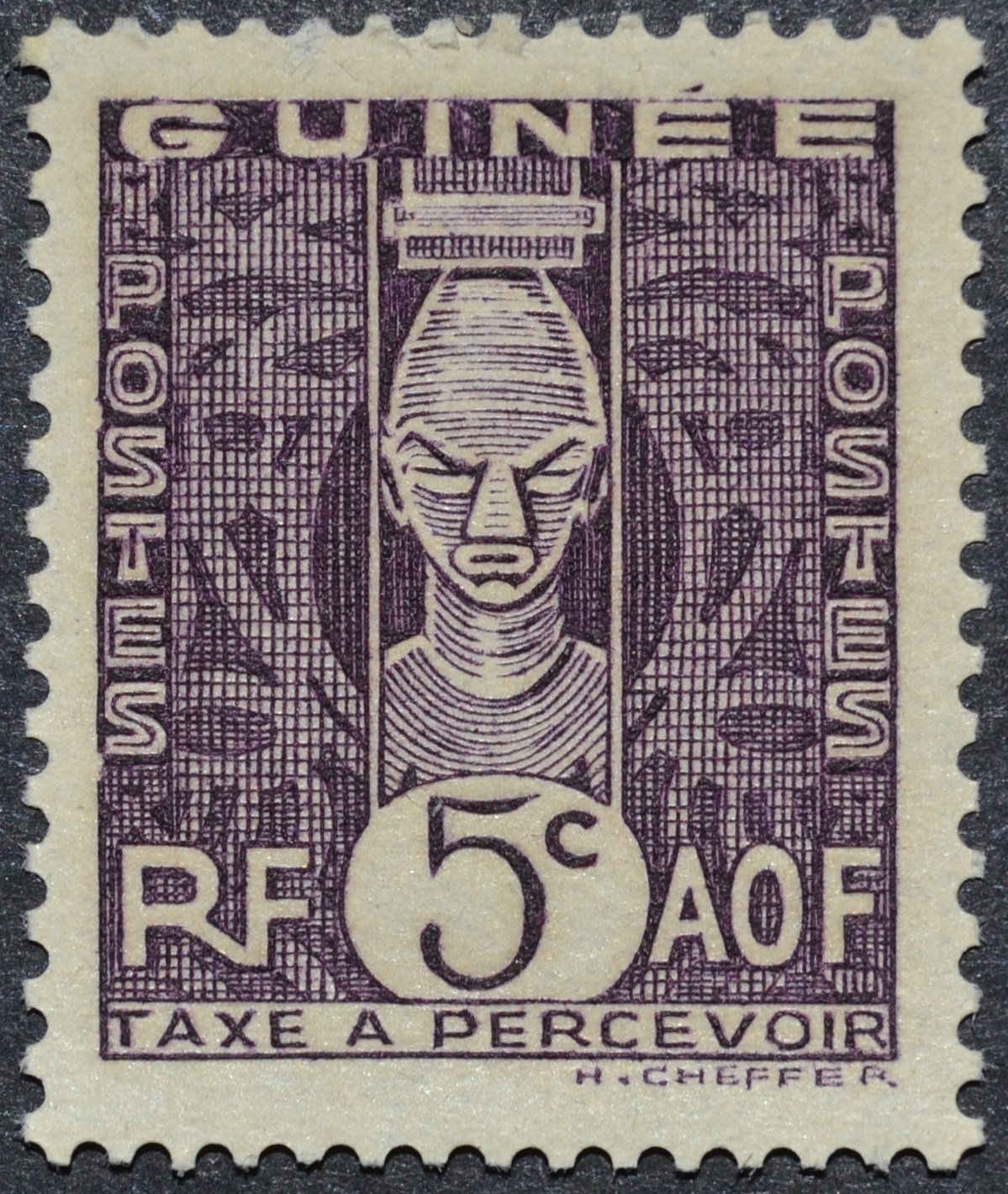
Selo de taxa de 5c

A República da Guiné (em francês: République de Guinée) é um país da África ocidental que em 1958 sucedeu à antiga colónia francesa da Guiné. Conakry é a sua capital, a sede do governo nacional e a maior cidade. Com uma forma de crescente, a Guiné estende-se desde o Oceano Atlântico para este e para sul. O seu limite norte é partilhado com a Guiné-Bissau, o Senegal e o Mali, enquanto que a sul faz fronteiras com a Serra Leoa, a Libéria e a Costa do Marfim.

## História postal

### Guiné Francesa (1892-1944)

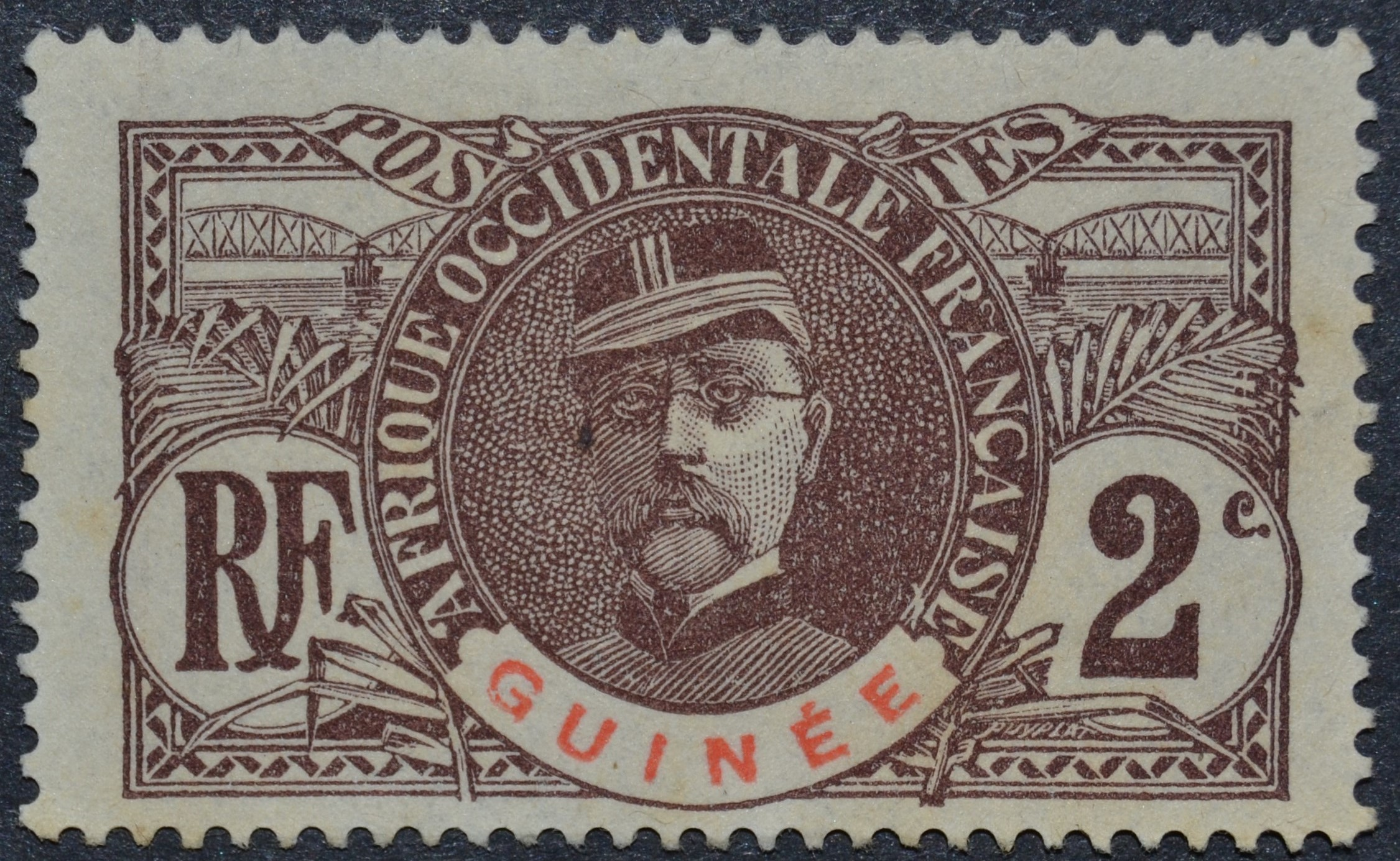
Selo de 2c de 1906, com a efígie de Louis Faidherbe.

Em 1889, a região era apenas um conjunto de protetorados locais reunidos sob a designação de "Etablissements des Rivières du Sud" e anexos à colónia do Senegal. Só após a fixação das fronteiras, a Guiné Francesa separou-se e tornou-se numa colónia autónoma em 17 de dezembro de 1891.
A história postal da Guiné começa ainda no século XIX quando, em 1892, os correios franceses emitem a primeira série de 13 selos destinados à Guiné Francesa. Tanto esta como uma segunda série emitida em 1901 seguiam os padrões das séries correntes usadas no território metropolitano francês.
A primeira série com motivos específicos foi emitida em 1906 e mostrava a efígie do general Louis Faidherbe, um antigo governador colonial da região. Seguir-se-ia, em 1913, uma série de selos com padrões semelhantes aos de outras colónias que integravam a África Ocidental Francesa.
No ano de 1915 a Guiné Francesa contava já com 35 postos de correio.

### África Ocidental Francesa (1944-1958)

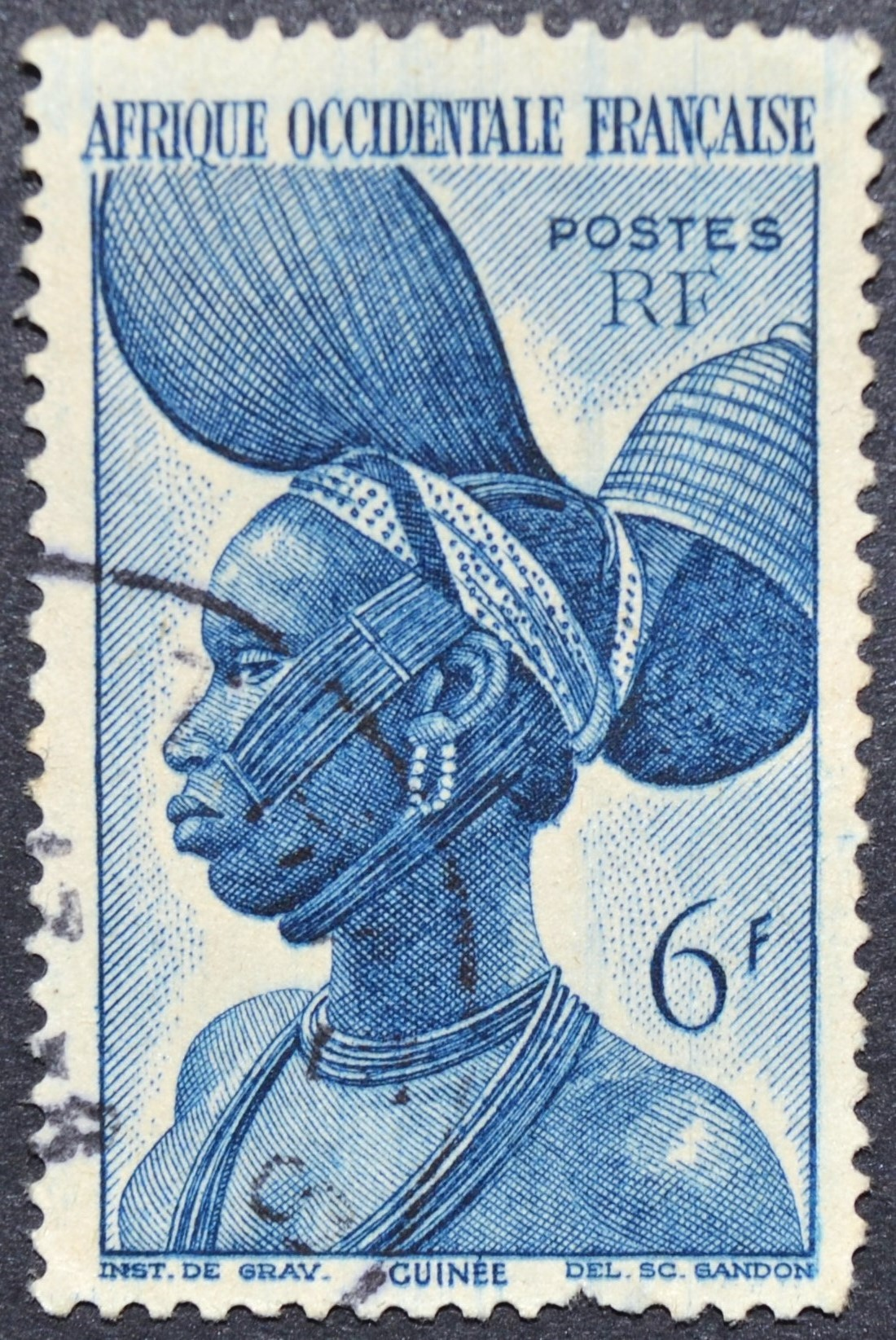
Selo da AOF, com a inscrição "Guiné"

Entre 1944 e a data da sua independência no dia 2 de outubro de 1958, a Guiné usou os selos comuns a um conjunto de colónias que constituíam a África Ocidental Francesa. Para além da Guiné, os mesmos selos circulavam no Senegal, Costa do Marfim, Sudão Francês (atual Mali), Níger, Alto Volta (atual Burkina Faso, Daomé (atual Benin) e Mauritânia.

### República da Guiné (1958-presente)
Em 1958 a Guiné obteve a sua independência, usando como primeiros selos um conjunto de exemplares da era colonial, com a sobrecarga do novo nome da nação, "République de Guinée". No ano seguinte, o novo Estado lançava a primeira série original, consistindo em cinco valores com a legenda "Proclamação da Independência" e a efígie do presidente Ahmed Sékou Touré. 

## Galeria

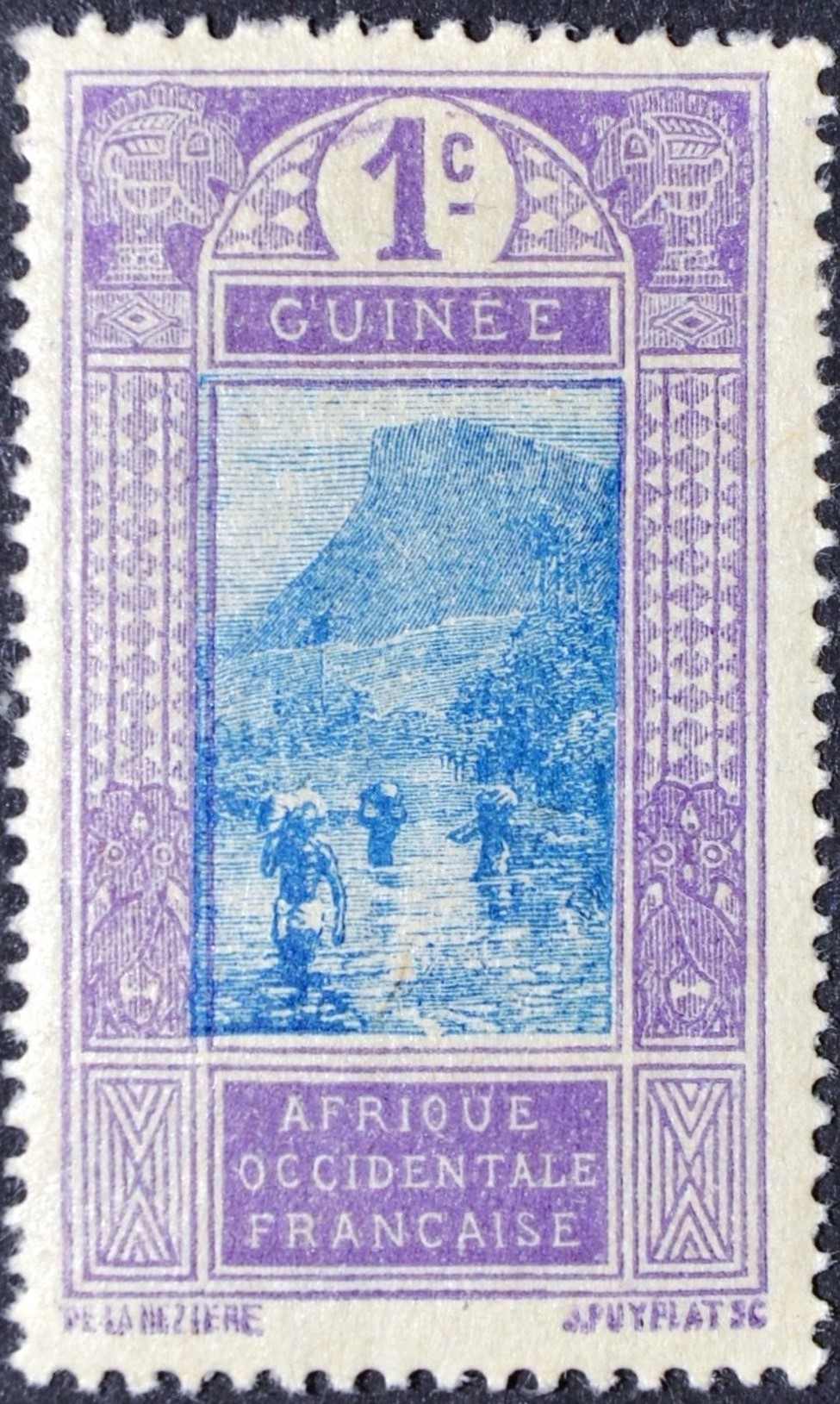
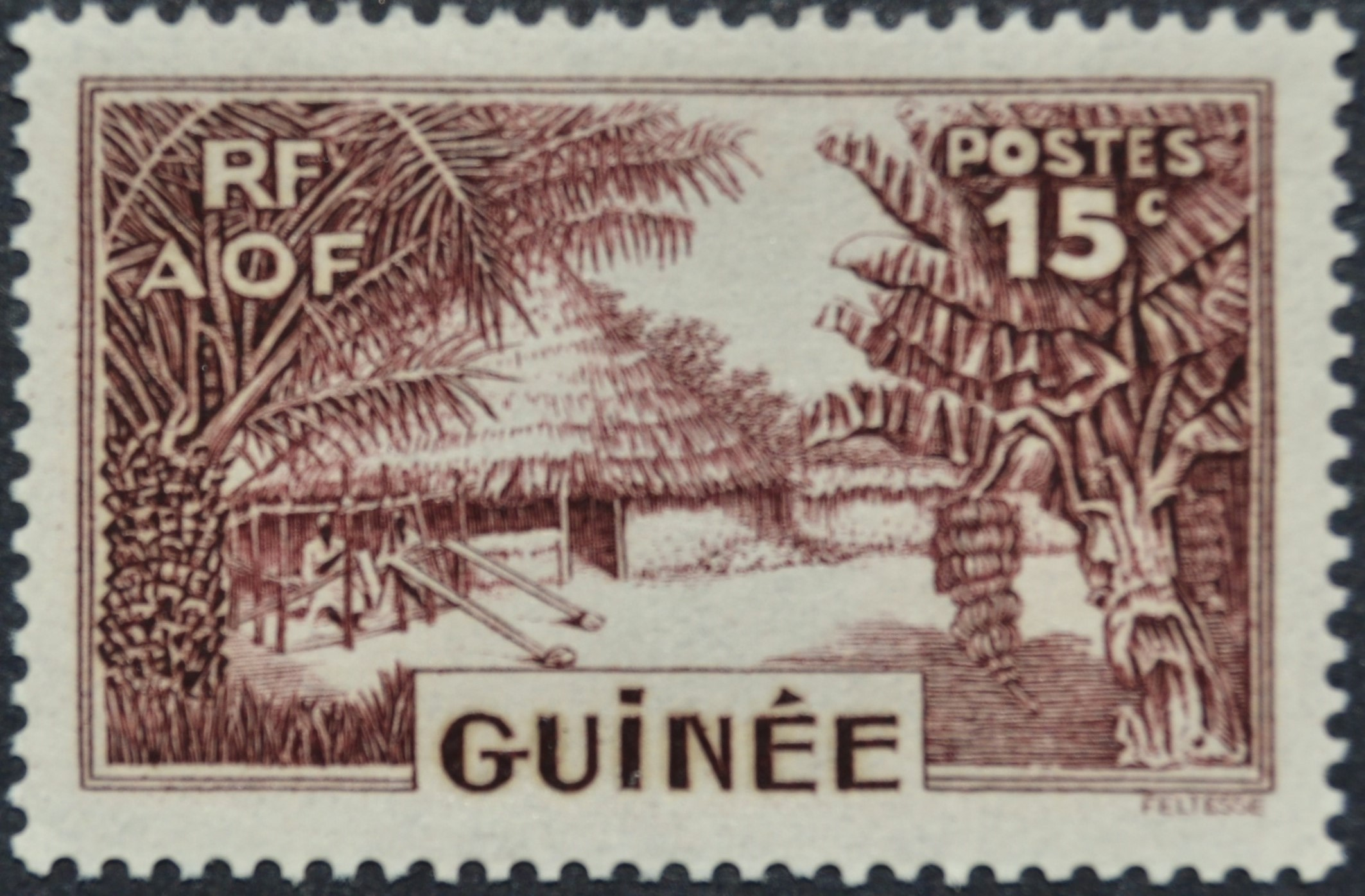
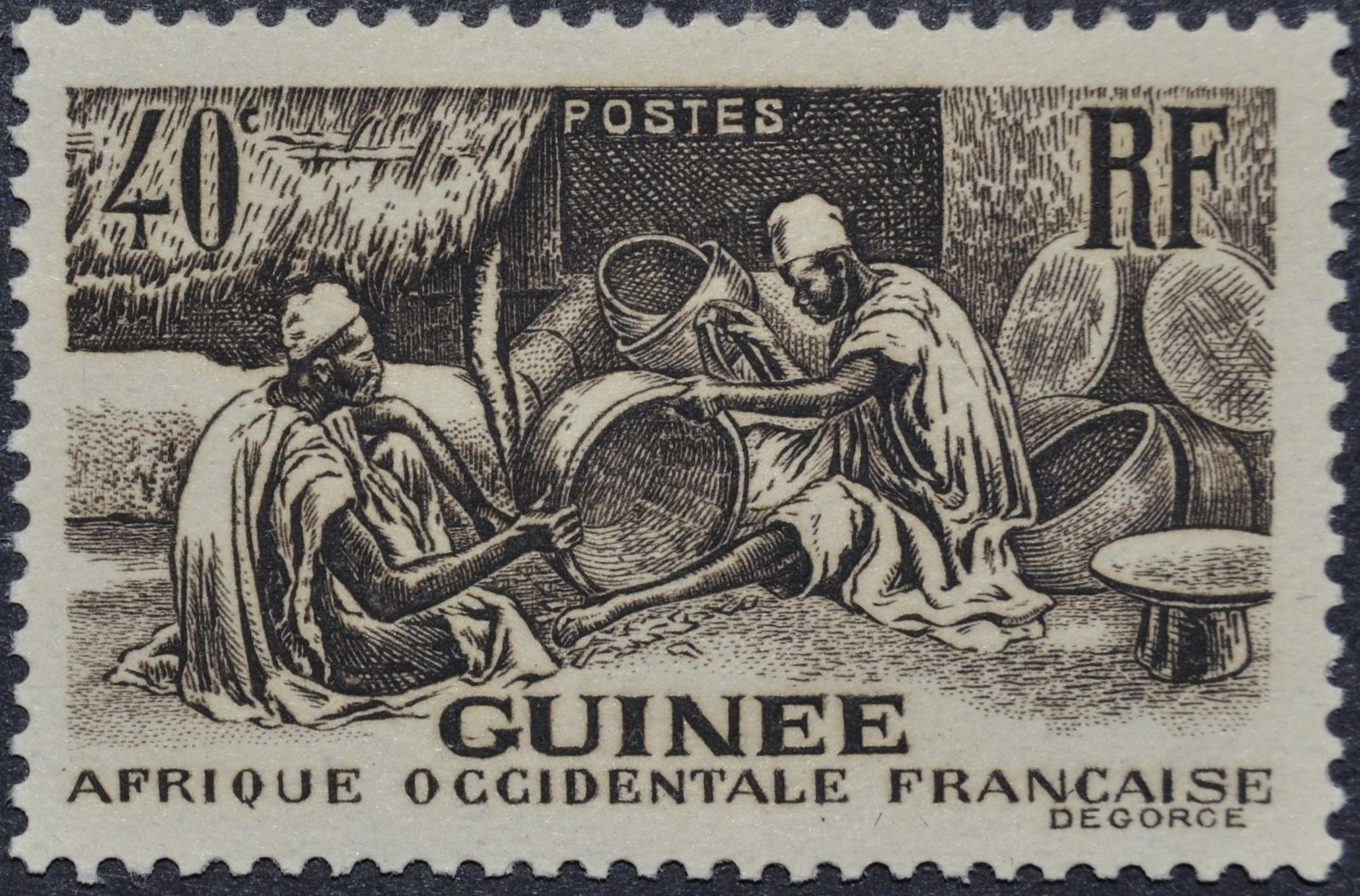

- Ficheiro:GuinéC 1959 50fr SW24.JPG
- Ficheiro:GuinéC 1972 80fr SW638.JPG